# یومیلیدی کومبا
یومیلیدی کومبا (انگلیسی: Yumileidi Cumbá؛ زادهٔ ۱۱ فوریهٔ ۱۹۷۵) پرتاب‌گر وزنه اهل کوبا است.
وی در مسابقات کشوری و بین‌المللی در مجموع برندهٔ ۲ مدال طلا، ۱ مدال نقره شده‌است.
از مهم‌ترین این مدال‌ها می‌توان به مدال طلای وی در مسابقات المپیک در سال ۲۰۰۴ اشاره کرد.